# كيتيل هاوغ
كيتيل هاوغ (بالنرويجية البوكمول: Christian Kjetil Haug)‏ هو لاعب كرة قدم نرويجي في مركز حراسة المرمى، ولد في 12 يونيو 1998. لعب مع نادي سوغندال لكرة القدم.

## وصلات خارجية
- كيتيل هاوغ على موقع اتحاد النرويج (النرويجية)
- كيتيل هاوغ على موقع إي إس بي إن إف سي (الإنجليزية)
- كيتيل هاوغ على موقع قاعدة بيانات كرة القدم.إي يو (الإنجليزية)
- كيتيل هاوغ على موقع ليكيب (الفرنسية)
- كيتيل هاوغ على موقع Soccerbase.com (لاعب) (الإنجليزية)
- كيتيل هاوغ على موقع Soccerway.com (الإنجليزية)
- كيتيل هاوغ على موقع AS.com (الإسبانية)